# Vetores diferenciais
Vetores diferenciais são vetores que indicam a direção da curva.